# Anselm Franz von Ingelheim (1634–1695)

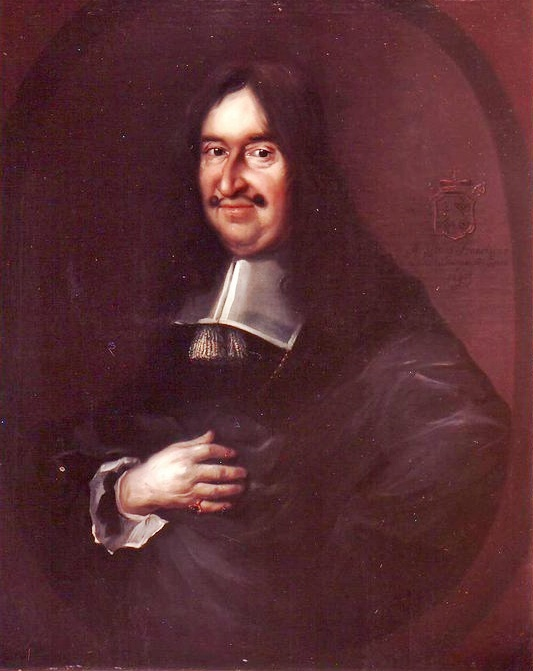
Erzbischof Anselm Franz von Ingelheim (1680)

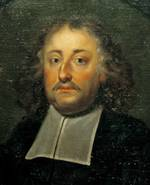
Anselm Franz von Ingelheim (1679)

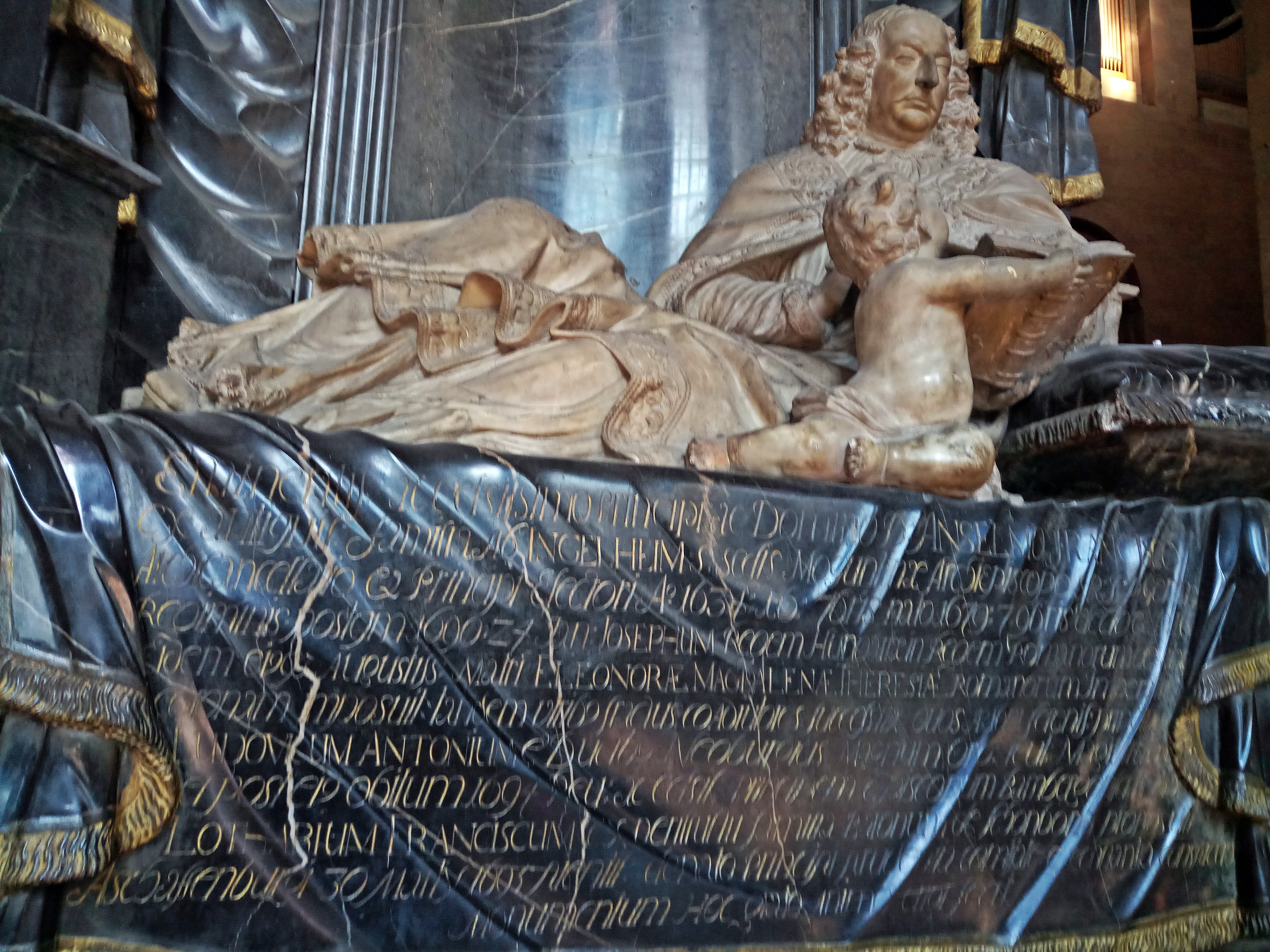
Grabdenkmal im Mainzer Dom

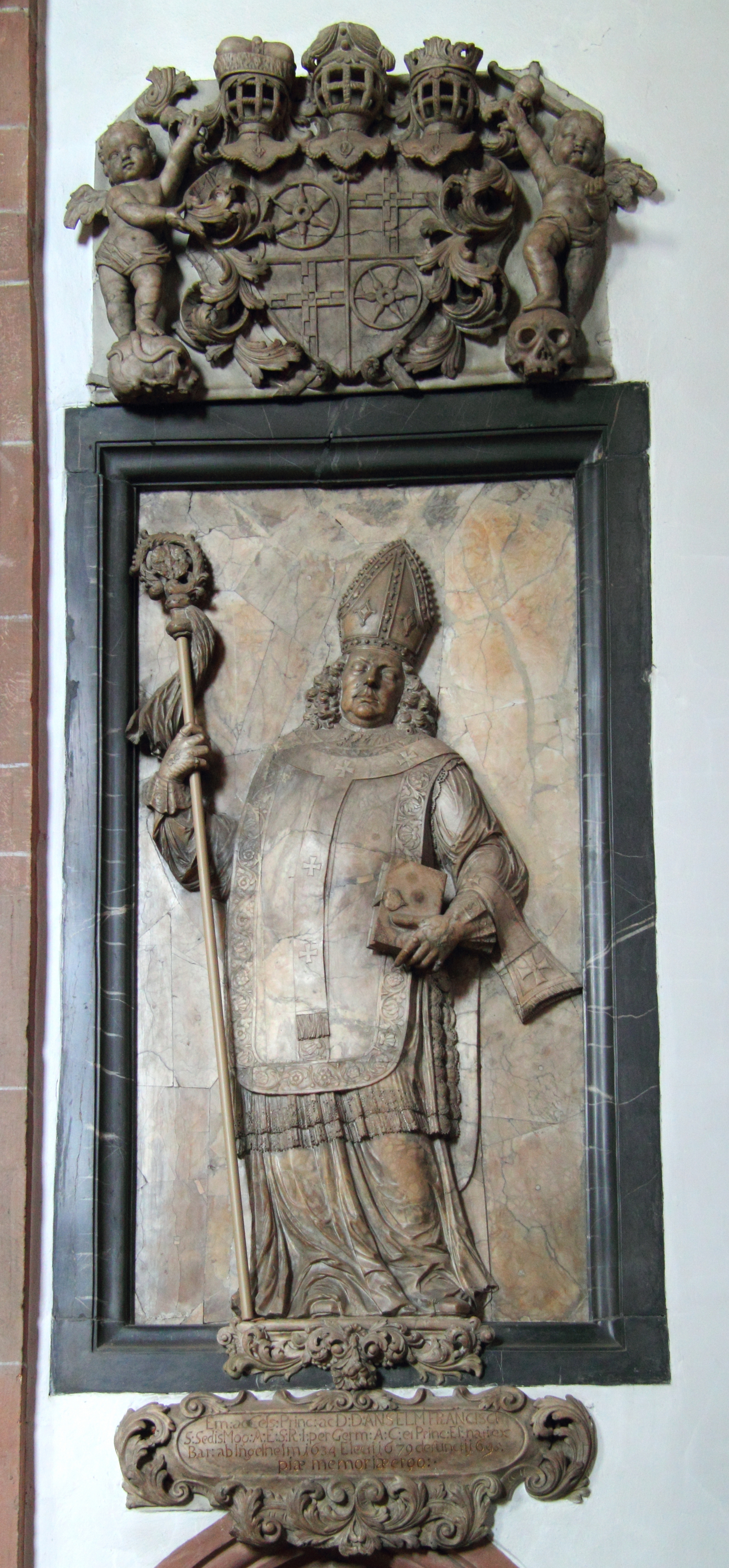
Epitaph in Aschaffenburg

Anselm Franz von Ingelheim (* 16. September 1634 in Köln; † 30. März 1695 in Aschaffenburg) war vierter Statthalter Erfurts, Erzbischof und Kurfürst von Mainz.

## Leben und Wirken
Der einzige Sohn des kurmainzischen Marschalls Georg Hans von Ingelheim und dessen Frau Anna Elisabeth Sturmfeder von Oppenweiler kam in Köln zur Welt, wohin sich seine Eltern wegen des Schwedeneinfalls in Ingelheim geflüchtet hatten. Zurückgekehrt wuchs er in der Heimat auf und besuchte dann die Jesuitenakademie in Pont-à-Mousson. Hier studierte er Rechtswissenschaften und Theologie. 1660 wurde Anselm Franz von Ingelheim Domkapitular in Mainz und erhielt im gleichen Jahr die Priesterweihe durch Weihbischof Heinrich Wolter von Streversdorf (1588–1674). In den Jahren 1675 bis 1679 amtierte Anselm Franz als Kurmainzer Statthalter in Erfurt.
Am 7. November 1679 wurde Anselm Franz von Ingelheim Fürstbischof von Mainz und somit Erzkanzler des Heiligen Römischen Reiches Deutscher Nation. Innenpolitisch versuchte er seinen Kurstaat mit zahlreichen und vielseitigen Verordnungen zu regieren, u. a. erließ er alleine 48 „Policeyordnungen“.
Die 16-jährige Regierungszeit von Anselm Franz war getrübt durch das ständige Bemühen um Frieden und Neutralität gegenüber der katastrophalen Reunionspolitik Ludwig XIV., weswegen er fast ständig im Exil leben musste, Mainz aufgrund der erklärten Neutralität jedoch vermutlich der Zerstörung durch die Franzosen entging. Während des Pfälzischen Erbfolgekriegs wurde die 1688 von den Franzosen unter Louis-François de Boufflers besetzte Festung Mainz von Juni bis September 1689 belagert und schließlich unerwartet durch Truppen der Augsburger Allianz zurückerobert.
Er krönte 1689 die Kaiserin Eleonore Magdalena, die Frau von Kaiser Leopold I. und ein Jahr später deren Sohn Joseph I. zum König von Ungarn. Diese Krönungen und die Ausschreibung des Reichstages zu Regensburg 1689 bildeten die glanzvollen Höhepunkte seiner Regierungszeit.
Von 1691 bis 1695 hatte er aufgrund der Wirren des Erbfolgekriegs bzw. den daraus erwachsenden Gefahren Mainz verlassen und lebte in der bischöflichen Sommerresidenz, auf Schloss Johannisburg, zu Aschaffenburg. Dort verstarb er und man begrub ihn, seinem letzten Willen gemäß, in der Stiftskirche St. Peter und Alexander. Sein Herz ruht im Mainzer Dom, wo man ihm auch ein Denkmal errichtete.
Der Bischof war wohltätig gegen die Bedürftigen und förderte sowohl Kirchen als auch Schulen in besonderem Maße, was auch der Historiker Johann Vinzenz Wolf 1816 in seiner „Eichsfeldischen Kirchengeschichte“ festhält. Er schreibt über ihn: „Von Anselm Franz von Ingelheim … kann und muss ich rühmen, daß keiner von seinen Vorgängern sich gegen die Armen, gegen Kirchen und Schulen auf dem Eichsfelde so wohlthätig, zumahl meistens aus seinem Privat-Vermögen bezeigt habe, als dieser Herr.“
1686 gründete Bischof von Ingelheim das Alte Kurfürstliche Gymnasium Bensheim.